# Caucus Mises
El Caucus Mises del Partido Libertario (CMPL) es un caucus dentro del Partido Libertario de los Estados Unidos que promueve el paleolibertarismo y una versión del libertarismo asociada a las campañas presidenciales de Ron Paul. Fue fundado en 2017 por Michael Heise, principalmente en oposición a la posición de Nicholas Sarwark como presidente del partido, y la facción más pragmática del partido asociada con las campañas presidenciales de Gary Johnson. Lleva el nombre del economista liberal clásico Ludwig von Mises.
El caucus cuenta con el apoyo de algunos libertarios destacados, como el comediante Dave Smith, el comentarista político Tom Woods, y el locutor de radio Scott Horton. El propio Ron Paul una vez llamó al caucus "el ala libertaria del Partido Libertario". A partir de 2022, el Caucus de Mises es el caucus más grande del Partido Libertario, y su caucus controla todos los Comités Nacionales, así como la mayoría de los afiliados estatales.

## Historia

### 2017-2018
En agosto de 2017, se produjo una disputa entre el Comité Nacional Libertario y el Instituto Mises a raíz de la manifestación Unite the Right. El presidente de LNC, Nicholas Sarwark, criticó al presidente del Instituto Mises, Jeff Deist, por un artículo que escribió para el grupo de expertos semanas antes del mitin que mencionaba positivamente el término "sangre y suelo", y criticaba a Tom Woods por defender a la paleoestrategia de Murray Rothbard. Otros miembros de la LNC llamaron al Instituto Mises "nacionalista blanco" y dijo que "no hay lugar para fanáticos y racistas en el partido". Junto con un fuerte sentimiento anti-Bill Weld en el partido, y muchos seguidores de Ron Paul que creían que el Partido Libertario se volvió más políticamente correcto y proidentitario, todo esto condujo a la formación y ascenso del Mises Caucus. 
A fines de 2017, el caucus recién formado se acercó al presidente del Comité de la Convención de LP de 2018, Daniel Hayes, considerando la idea de que Ron Paul y el juez Napolitano hablaran en la Convención Nacional Libertaria de 2018. Hayes rechazó la idea, alegando que Ron Paul no representa los valores del partido. Ron Paul enfrentó la controversia, afirmando que ha sido miembro vitalicio del Partido Libertario desde 1987 cuando pagó con una moneda de oro, y preguntó: "¿Me devuelven mi moneda de oro?". Sarwark dijo más tarde en un tuit: "Si Ron Paul decide que quiere asistir a la convención nacional del Partido Libertario en Nueva Orleans y hablar, me aseguraré de que tenga tiempo en el escenario. Es lo menos que podemos hacer por un miembro vitalicio, ex candidato presidencial y ganador del premio Hall of Liberty". 
En febrero de 2018, el Mises Caucus respaldó al miembro de LNC At-large Joshua Smith en la elección del presidente del partido de 2018 ,  pero luego terminó perdiendo ante el titular Sarwark 65-22%. 

### 2019-2021
En 2019, Mises Caucus lanzó un comité de acción política, Mises PAC, para recaudar dinero para los candidatos libertarios. 
El caucus apoyó la campaña de Jacob Hornberger en las primarias presidenciales del Partido Libertario de 2020. Hornberger ocupó el segundo lugar detrás del nominado Jo Jorgensen en la Convención Nacional Libertaria de 2020. 
El caucus una vez más respaldó a Joshua Smith como presidente del partido, pero perdió ante Joe Bishop-Henchman.
En junio de 2021, la filial de New Hampshire controlada por Mises hizo tuits controvertidos pidiendo "legalizar el trabajo infantil", derogar la Ley de Derechos Civiles de 1964 y reabrir Guantánamo" para que Anthony Fauci y todos los gobernadores que bloquearon su estado puedan ser enviado allí". La presidenta de LPNH, Jilletta Jarvis, en respuesta, tomó el control de los activos digitales y la cuenta de Twitter del partido estatal y desautorizó a los miembros de Mises Caucus del comité estatal del partido. Este movimiento fue ampliamente condenado por muchos en el caucus, y algunos en el partido fuera del caucus, incluido el candidato a vicepresidente de 2020, Spike Cohen, y el excongresista estadounidense Justin Amash. El presidente de la LNC, Bishop-Henchman, hizo una moción para que la LNC desafiliara a la LPNH, alegando que la facción de Mises había violado la Declaración de Principios del partido nacional. Tanto Jarvis como Bishop-Henchman renunciaron a sus cargos después de que la LNC rechazara la moción de desafiliación. 

### Ascenso en el 2022
En 2021, la miembro de la junta de Mises Caucus, Angela McArdle, anunció su intención de postularse para la presidencia del partido. Más tarde fue respaldada por el caucus. En la Convención Nacional Libertaria de 2022 el 28 de mayo, McArdle ganó la elección del presidente de la LNC con más del 69 % de los votos, así como el caucus arrasó con todos los puestos de la LNC, completando la toma de control del Partido Libertario por parte del Mises Caucus. 

## Posiciones políticas

### Plataforma
El Mises Caucus afirma en su plataforma:
- Apoyar los derechos de propiedad privada y rechazar el socialismo[13]
- Apoyar a la Escuela Austriaca de economía[13]
- Rechazar las políticas monetarias convencionales, como la banca central y la moneda emitida por el estado[13]
- Apoyar la descentralización, incluida la secesión y el localismo, "hasta el individuo" [13]
- Apoyar la política exterior no intervencionista y la oposición a la guerra[13]
- Rechazar la política de identidad como "colectivismo tribal armado que es la antítesis del individualismo" [13]

### Otras posiciones

#### "Toma de posesión" partidaria
El Mises Caucus ha sido muy crítico con el Comité Nacional Libertario y la facción pragmática del partido, y afirma que su objetivo es "tomar el control" del Partido Libertario y realinearlo más cerca de las campañas presidenciales de Ron Paul y el Instituto Mises. El caucus ha acusado a muchos en el partido de apoyar la corrección política, el "wokismo" y ser "amigables con los SJW". 
Angela McArdle, miembro de la junta del Mises Caucus, dijo en 2021 que el partido debería estar ideológicamente más cerca de Ron Paul que de Gary Johnson, y que Johnson no "encendió el corazón de nadie". 

#### COVID-19
Durante la pandemia de COVID-19, el caucus se opuso firmemente a los cierres, los mandatos de mascarillas, los pasaportes de vacunas y los mandatos de vacunas. El Mises Caucus también criticó al partido en general por permanecer en silencio y "no tomar una posición". 

## Crítica
El Mises Caucus ha sido muy controvertido dentro y fuera del Partido Libertario. El caucus ha sido acusado de albergar a racistas, antisemitas, y transfóbicos, aunque el caucus niega rotundamente esta afirmación.
En su carta de renuncia como presidente del LNC, Bishop-Henchman acusó al Mises Caucus de tener una "cultura tóxica" y "malos actores" que están "destruyendo y alejando a la gente del partido". En junio de 2021, el excongresista Justin Amash criticó a la filial de New Hampshire controlada por Mises por "dar un paso al frente" y no ser profesional en sus mensajes. 
El exlegislador de New Hampshire, Caleb Dryer, criticó al caucus por reclamar neutralidad en la guerra cultural "mientras elige el lado de la derecha", y lo calificó de falso. 
En diciembre de 2021, Jeremy Thompson, director de operaciones del Partido Libertario de Massachusetts, explicó al Comité Nacional Libertario cómo los comentarios del Partido Libertario de New Hampshire, controlado por Mises, no eran solo "palabras malas" sino "acoso real". 
En mayo de 2022, el Southern Poverty Law Center afirmó que "los miembros del Partido Libertario están preocupados porque Mises Caucus obtenga el control del partido en la convención nacional del 26 de mayo, marcando el comienzo de "una era de colaboración entre el tercer partido más grande de EE. UU., el Partido Libertario, con el movimiento de extrema derecha dentro del Partido Republicano". El SPLC también afirmó que el presidente y fundador del Caucus, Michael Heise, recibió donaciones de Patrick M. Byrne y respaldó a Daryl Brooks para gobernador de Pensilvania. Tanto Byrne como Brooks promovieron la teoría de la conspiración de que las elecciones presidenciales de 2020 le fueron robadas a Donald Trump.